# لاله اسکندری
لاله اسکندری (زادهٔ ۳۰ آذر ۱۳۵۴ در تربت حیدریه) بازیگر و عکاس اهل ایران است.

## زندگی هنری
لاله اسکندری زادهٔ ۳۰ آذر ماه ۱۳۵۴ در تربت حیدریه است. او دانش‌آموخته رشته طراحی گرافیک از دانشگاه آزاد اسلامی واحد تهران مرکز است. آغاز کار وی در سینما با بازی در فیلم «متولد ماه مهر» به کارگردانی احمدرضا درویش در سال ۱۳۷۸ بود. او همچنین در زمینه هنرهای تجسمی فعالیت‌های متعددی داشته است که شامل چندین نمایشگاه عکس، نقاشی و موزاییک در داخل و خارج از کشور می‌باشد.  وی خواهر ستاره اسکندری است.

## آثار هنری

### سینما
| عنوان فیلم                | تاریخ نمایش | کارگردان        |
| ------------------------- | ----------- | --------------- |
| متولد ماه مهر             | ۱۳۷۸        | احمد رضا درویش  |
| شراره                     | ۱۳۷۸        | سیامک شایقی     |
| این زن حرف نمی‌زند         | ۱۳۸۱        | احمد امینی      |
| گرداب                     | ۱۳۸۳        | حسن هدایت       |
| شوریده                    | ۱۳۸۳        | محمدعلی سجادی   |
| آفتاب بر همه یکسان می‌تابد | ۱۳۸۴        | عباس رافعی      |
| مخمصه                     | ۱۳۸۵        | محمدعلی سجادی   |
| راننده تاکسی              | ۱۳۸۵        | مهدی صباغ‌زاده   |
| شیرین                     | ۱۳۸۶        | عباس کیارستمی   |
| خانواده ارنست             | ۱۳۸۸        | محسن دامادی     |
| مالیخولیا                 | ۱۳۹۴        | مرتضی آتش زمزم  |
| نطفه شوم                  | ۱۳۹۲        | کریم آتشی       |
| دریاچه ماهی               | ۱۳۹۴        | مریم دوستی      |
| ماهور                     | ۱۳۹۶        | مجید نیامراد    |
| هزارپا                    | ۱۳۹۶        | ابوالحسن داوودی |
| رؤیای سهراب               | ۱۳۹۷        | علی قوی‌تن       |
| سیمین                     | ۱۳۹۷        | مرتضی آتش زمزم  |
| تیغ و ترمه                | ۱۳۹۷        | کیومرث پوراحمد  |
| شوهر ستاره                | ۱۴۰۳        | ابراهیم ایرج‌زاد |

### مجموعهٔ تلویزیونی
| عنوان فیلم         | تاریخ نمایش | کارگردان                    | توضیحات  |
| ------------------ | ----------- | --------------------------- | -------- |
| خاک سرخ            | ۱۳۷۹        | ابراهیم حاتمی کیا           | شبکه یک  |
| مشق عشق            | ۱۳۸۲        | بهرام بهرامیان              | شبکه یک  |
| رسم عاشقی          | ۱۳۸۳        | سعید سلطانی                 | شبکه پنج |
| رقص پرواز          | ۱۳۸۳        | احمد مرادپور                | شبکه دو  |
| در چشم باد         | ۱۳۸۴–۱۳۸۸   | مسعود جعفری جوزانی          | شبکه یک  |
| سالهای برف و بنفشه | ۱۳۸۵        | سعید سلطانی                 | شبکه سه  |
| همچون سرو          | ۱۳۸۹        | بیژن بیرنگ                  | شبکه دو  |
| مادر               | ۱۳۹۰        | بیژن بیرنگ                  | شبکه یک  |
| دولت مخفی          | ۱۳۹۰–۹۱     | عبدالحسن برزیده             | شبکه دو  |
| اولین انتخاب       | ۱۳۹۲        | مهدی صباغ‌زاده               | شبکه پنج |
| بی‌قرار             | ۱۳۹۲        | فلورا سام                   | شبکه یک  |
| بی‌قرار ۲           | ۱۳۹۳        | فلورا سام                   | شبکه دو  |
| شیوع               | ۱۳۹۴        | محمود معظمی                 | شبکه یک  |
| محکومین            | ۱۳۹۶        | سیدجمال سیدحاتمی            | شبکه یک  |
| تعطیلات رؤیایی     | ۱۳۹۶        | علیرضا امینی                | شبکه دو  |
| خانواده دکتر ماهان | ۱۳۹۸        | راما قویدل و علی محمد قاسمی | شبکه دو  |
| آتش و باد          | ۱۴۰۲        | مجتبی راعی                  | شبکه سه  |
| محرمانه            | ۱۴۰۲        | محمود معظمی                 | شبکه سه  |

### مجموعه نمایش خانگی
| عنوان         | تاریخ نمایش | کارگردان        |
| ------------- | ----------- | --------------- |
| آهوی من مارال | ۱۴۰۰        | مهرداد غفارزاده |
| شب‌های مافیا   | ۱۴۰۰        | سعید ابوطالب    |
| بامداد خمار   | ۱۴۰۴        | نرگس آبیار      |

### تله فیلم (فیلم ویدئویی)[نیازمند منبع]
| عنوان فیلم          | تاریخ نمایش | کارگردان             |
| ------------------- | ----------- | -------------------- |
| اوهام               | ۱۳۸۵        | کاظم معصومی          |
| سایه روشن           | ۱۳۸۵        | عباس رافعی           |
| مهمانخانه ای در برف | ۱۳۸۶        | سعید سلطانی          |
| تنهایی              | ۱۳۸۶        | حجت قاسم‌زاده اصل     |
| سرقت                | ۱۳۸۶        | محمدرضا آهنج         |
| آخرین نقش           | ۱۳۸۶        | رضا ضیایی دوستان     |
| ناشناس              | ۱۳۸۶        | احمد ظریف رفتار      |
| روزهای بهم ریخته    | ۱۳۸۶        | محمدرضا آهنج         |
| خشاب خالی           | ۱۳۸۷        | مسعود آب پرور        |
| لرزش زندگی          | ۱۳۸۷        | علیرضا بذرافشان      |
| گروگان              | ۱۳۸۸        | رضا درستکار          |
| خراش                | ۱۳۹۰        | محمد حمزه ای         |
| نخل گریان           | ۱۳۹۰        | پناه برخدا رضایی     |
| اولین تکبه گاه      | ۱۳۹۲        | قدرت اله صلح میرزایی |
| سلمان               | ۱۳۹۳        | کاظم معصومی          |

## جوایز و افتخارات
| کاندیدای تندیس حافظ برای سریال مشق عشق سال ۱۳۸۵ |
| کاندیدای بهترین بازیگر نقش اول و مکمل جشنواره جام جم تلویزیون برای فیلم لرزش زندگی (نقش اول) و تنهایی (نقش مکمل) (سال ۱۳۸۸) و دریافت جایزه یک عمر فعالیت گرانمایه در عرصه بازیگری از جشنواره جام جم |
| تندیس جشن حافظ برای نقش اول سریال رقص پرواز (سال ۱۳۸۹) |
| بازیگر برتر تلویزیون از طرف شبکه ۳ سیما برای سریال سالهای برف و بنفشه (سال ۱۳۸۶) |
| کاندید بهترین بازیگر نقش اول زن برای فیلم خانواده ارنست جشنواره هنرهای کیش (سال ۱۳۹۰) |
| تقدیر به عنوان بهترین بازیگر زن در اولین جشنواره فیلم ویدئویی یاس (سال ۱۳۹۱) |
| کاندیدای بهترین بازیگری نقش اول زن برای فیلم خراش در جشنواره جام جم تلویزیون (سال ۱۳۹۲) |
| کاندیدای بهترین بازیگری نقش اول زن در یک دهه سریال‌های تلویزیونی با موضوع دفاع مقدس برای سریال تلوزیونی رقص پرواز در جشنواره جام جم (سال ۱۳۹۲)                                                       |
| کاندیدای جشن حافظ بهترین بازیگری نقش اول زن برای سریال اولین انتخاب (سال ۱۳۹۳) |

## داوری‌ها
| عنوان                                                                    | بین‌المللی | ملی | منطقه ای    | استانی |
| کشور هندوستان سال ۱۳۹۰ پونا piff داور نهمین جشنواره فیلم                 | *         |     |             |        |
| داور جشنواه فیلم فجر به عنوان نماینده اداره میراث فرهنگی کشور (سال ۱۳۹۱) |           | *   |             |        |
| داور جشنواه بین‌المللی فیلم فجر کودک (مهرماه سال ۱۳۹۱)                    | *         |     |             |        |
| داور جشنواه فیلم فجراستان کرمان (سال ۱۳۹۱)                               |           |     | استان کرمان |        |

## سایر فعالیت‌ها[نیازمند منبع]
- اولین نمایشگاه نقاشی BIENNAL دانشجویی در موزه هنرهای معاصر سال ۱۳۷۴
- نمایشگاه گروهی نقاشی گالری شفق سال ۱۳۷۶
- اولین نمایشگاه موزاییک (کاشی شکسته) گالری گلستان سال ۱۳۸۰
- نمایشگاه موزاییک گالری آرتا سال ۱۳۸۴
- نمایشگاه عکس در مجموعه رایزن سال ۱۳۸۷
- نمایشگاه عکس در آمریکا شهر لس آنجلس سال ۱۳۸۸
- نمایشگاه عکس در کشور سوید سال ۱۳۸۹
- نمایشگاه عکس به همراه سیامک اسکندری در گالری ساربان سال ۱۳۹۰
- آغاز فعالیت در بخش زیباسازی شهرداری شهر تهران از سال ۱۳۸۶ با پروژه‌های نقاشی دیواری و کاشی شکسته که در مجموع ۴۰۰۰ مترمربع با شهرداری تهران در مناطق ۳و ۶ و ۵ همکاری شده است.